# Чуркин, Григорий Еремеевич
Григорий Еремеевич Чуркин (1831 — 20 июля 1900) — купец первой гильдии, меценат, старообрядец.

## Биография
Родился в 1831 году. Был скотоводом и землевладельцем. С 1834 года скотобойные и салотопные заводы в Крюкове принадлежали Чуркиным.
В 1855 году женился на Ирине Фёдоровне Николаевой (1834—1883). Детей у супругов не было. Через некоторое время после смерти Ирины Фёдоровны женился вновь. Второй женой Григория Чуркина стала дочь купца II гильдии и также старообрядца Поддерёгина Петра Николаевича — Елена Петровна. Она владела домом на улице Александровской, который сдавала в аренду под гостиницу «Варшава». Второй брак тоже был бездетным. Но в семье Григория Чуркина воспитывалась его племянница Матрёна Трифоновна Чуркина — дочь младшего брата Трифона, жившего за границей в силу обстоятельств, которые не разглашались.
Григорий Чуркин был гласным Кременчугской городской думы последние два года своей жизни.
Умер 20 июля 1900 года на 69-м году жизни.
Жена Елена Петровна позже вышла замуж во второй раз за Павла Григорьевича Гусева, который некоторое время занимал пост председателя Кременчуга, был гласным городской думы, попечителем совета Кременчугской женской гимназии и имел собственный дом по улице Херсонской. До 1914 года Елена Петровна возглавляла Общество содействия учреждению в Крюкове среднего учебного заведения, а Павел Григорьевич был членом его правления.

## Могила
Григорий Еремеевич Чуркин похоронен на Крюковском кладбище. Стараниями жены Елены Петровны на его могиле был сооружён памятник из тёмного лабрадорита. Рядом — могилы других членов семьи Чуркиных: первой жены и брата Василия Еремеевича Чуркина, крюковского купца II гильдии, который умер на 58-м году жизни в 1898 году. Уже в советские времена в семейной усыпальнице Чуркиных появились захоронения посторонних людей, а при укреплении надгробии Чуркина были использованы плиты с еврейских могил.

## Дом Чуркина

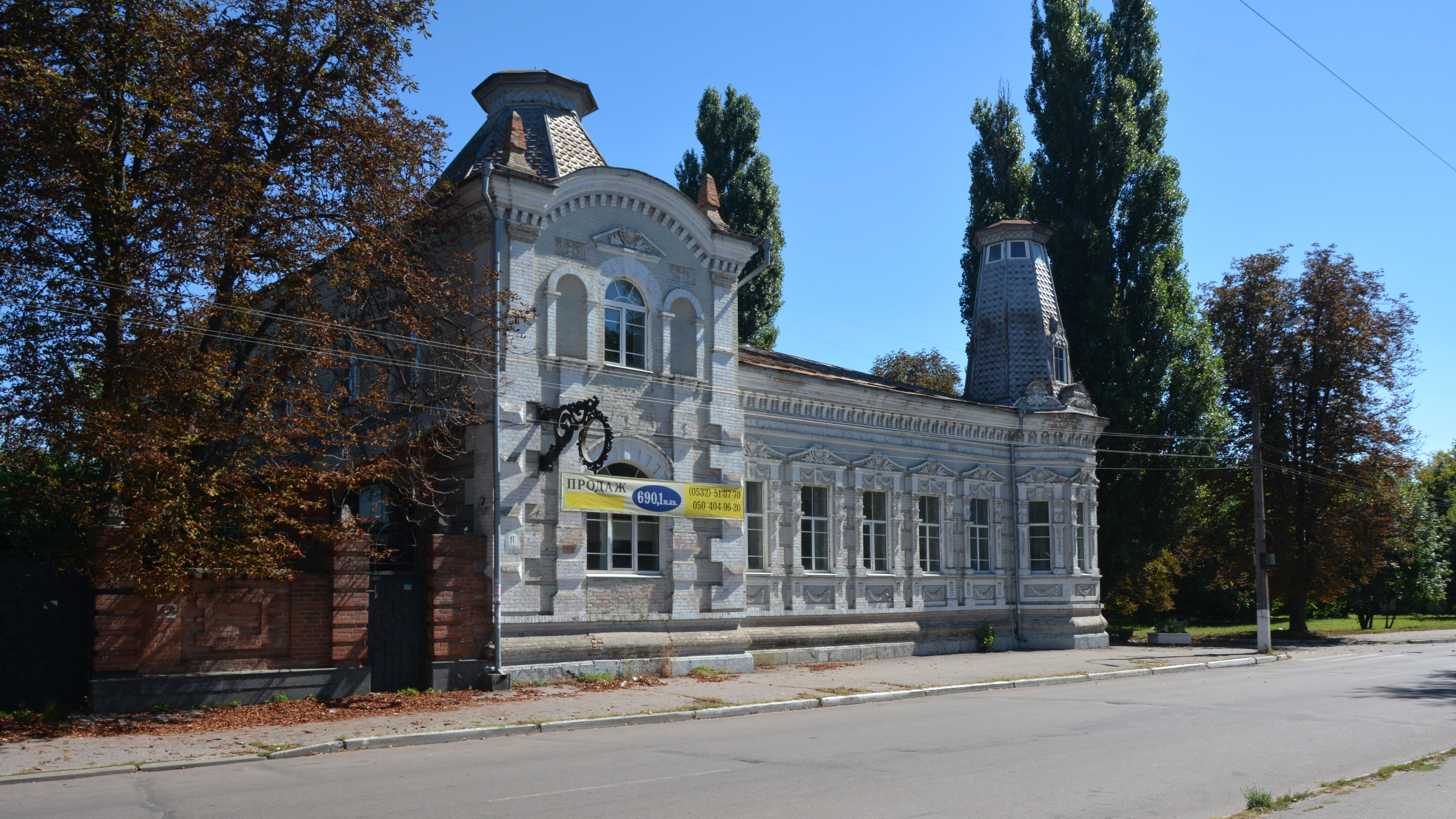
Дом купца Чуркина (ул. Ивана Приходько, 43)

После смерти Григория Чуркина вдова Елена Петровна занималась завершением уже начатого строительства нового дома по улице Херсонской в Крюкове, которое было окончено в 1902 году. Сейчас дом купца Чуркина является памятником архитектуры местного значения, одним из немногих сохранившихся особняков Кременчуга, построенных до Октябрьской революции.

## Благотворительная деятельность

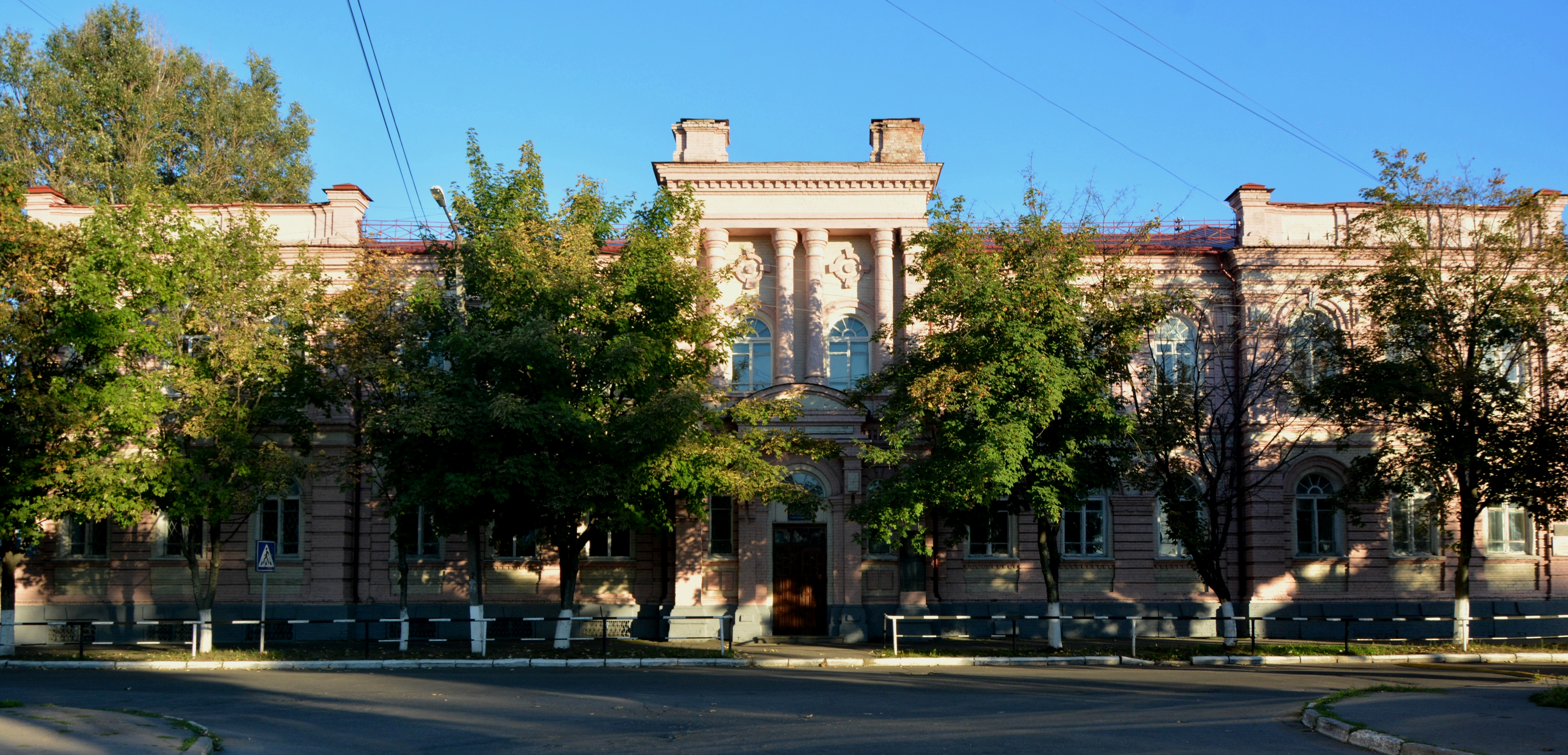
Бывший приют для мальчиков купца Чуркина (ныне — СПТУ № 26; ул. Чкалова, 4)

В 1881 году в Крюкове на средства Григория Чуркина была возведена старообрядческая Церковь Пресвятой Богородицы (вероятно, на территории его усадьбы по улице Херсонской).
Перед смертью Григорий Чуркин завещал крупные пожертвования на развитие инфраструктуры Кременчуга: на строительство благотворительных учреждений своего имени — 50977 рублей 73 копейки и на их содержание — 54220 рублей. В Кременчуге на строительство приюта для сирот и ремесленнической школы было потрачено 50 тысяч рублей, в Крюкове на возведение защитной дамбы — 52993 рубля 20 копеек, убежища для бедных — 9 тысяч рублей. Постановлением городской думы от 17 августа 1900 года ассигновалось 260 рублей на содержание мальчика и девочки из приюта для бедных и две стипендии имени Г. Е. Чуркина в размере платы за обучение в Кременчугском железнодорожном училище.